# Illovszky Rudolf Stadion (1960)
El Illovszky Rudolf Stadion era un estadio multiusos ubicado en el vecindario de Angyalföld de Budapest en Hungría. Era utilizado principalmente para partidos de fútbol con capacidad para 18000 espectadores y fue la sede del Vasas SC.

## Historia
Fue construido en 1960 con el nombre Fáy utcai Stadion y diez años después le fue instalado el marcador electrónico. El 2 de junio de 1990 se jugó el primer partido oficial a nivel internacional de selecciones nacionales en el que Hungría venció a Colombia 3-1 en un partido amistoso, y el primer gol fue anotado por György Bognár.
El 3 de junio de 2000 se jugaría el último partido internacional en el que Hungría venció 2–1 a Israel, siendo Ferenc Horváth el anotado del último gol. El 21 de febrero de 2002 el estadio tuvo un cambio de nombre por la leyenda del Vasas SC, Rudolf Illovszky.
El 29 de octubre de 2016 se jugaría el último partido en el estadio, en el que el Vasas empató 1-1 ante el Videoton en la temporada 2016–17 de la Nemzeti Bajnokság I. El último gol en el estadio lo anotó Lazović al minuto 92.
El estadio fue demolido en 2016 para construir uno nuevo.

## Último partido
| 29-10-2016 | Vasas SC   | 1–1     | Videoton FC   | Rudolf Illovszky, Budapest                        |                                                   |
|            | Remili 37' | Reporte | 90+2' Lazović | Asistencia: 5,045 espectadores Árbitro(s): Iványi | Asistencia: 5,045 espectadores Árbitro(s): Iványi |

## Partidos internacionales
Hungría jugó en el estadio en cuatro ocasiones, uno de ellos por la Clasificación para la Eurocopa 1996 ante Islandia:
| Equipo 1 | Resultado | Equipo 2 |
| -------- | --------- | -------- |
| Hungría  | 3-1       | Colombia |
| Hungría  | 3–1       | Letonia  |
| Hungría  | 1–0       | Islandia |
| Hungría  | 2-1       | Israel   |